# Raeta undulata
Raeta undulata är en musselart som först beskrevs av Gould 1851.  Raeta undulata ingår i släktet Raeta och familjen Mactridae. Inga underarter finns listade i Catalogue of Life.